# Arnhemse meisjes

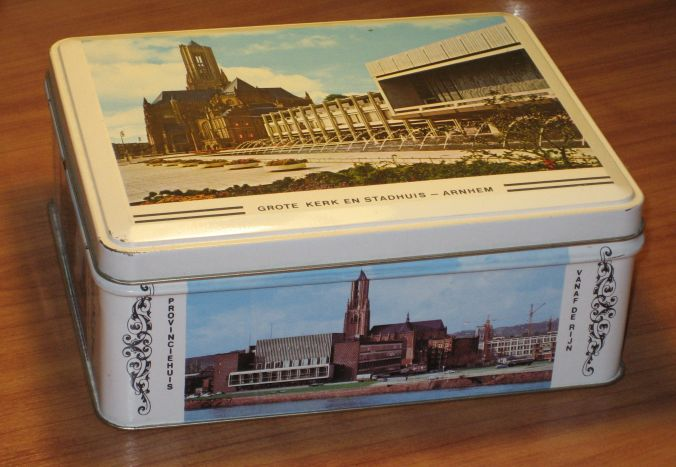
Lata de Arnhemse meisjes

Arnhemse meisjes são biscoitos típicos da cidade de Arnhem, nos Países Baixos. Os biscoitos são feitos de um tipo de massa folhada, assados no formato de uma oval achatada e envolvidos em uma camada de açúcar cristal.
As Arnhemse meisjes são tipicamente vendidas dentro de latas de metal ou embalagens estampadas com imagens de Arnhem, como souvenirs.

## Origem e preparação
A criação das Arnhemse meisjes data de 1829. O padeiro-chefe da padaria Bakkerij van Zalinge, em Arnhem, decidiu criar uma receita nova que fosse visualmente atraente e direcionada para ser servida em comemorações. A ideia surgiu diante do aniversário de sua filha. Os biscoitos originais eram assados no formato de uma sola de sapato, característica que é mantida até os dias atuais.
A preparação da receita se inicia com a preparação de uma massa similar à massa folhada. Na receita original de Hagdorn, a massa é feita de farinha de trigo, fermento, manteiga e leite. No entanto, versões modernas da receita usam massas folhadas amanteigadas e/ou pré-prontas. A versão original é produzida exclusivamente pela padaria Hilver, em Arnhem.
No livro de receitas "Roald Dahl's revolting recipes", de Roald Dahl, as Arnhemse meisjes são apresentadas sob o nome Arnhemse girls.